# Yellow Magic Orchestra
Yellow Magic Orchestra (YMO) (яп. イエロー・マジック・オーケストラ) — музыкальный коллектив из Токио (Япония). Группа была образована в 1978 году, и является одним из пионеров японской электронной музыки.
Идея создания «восточного ответа Kraftwerk» принадлежит Харуоми Хосоно — к концу 70-х это был уже довольно известный музыкант в Японии, отличившийся участием в легендарной фолк-рок-группе Happy End и несколькими сольными альбомами. Первая пластинка Yellow Magic Orchestra, одноимённая названию группы, была записана при участии ещё двух музыкантов: Юкихиро Такахаси и Рюити Сакамото, с которыми Хосоно работал ранее. Начав своё участие в проекте как сессионные музыканты, вскоре Такахаси и Сакамото становятся полноценной частью группы.
Работая с новейшими синтезаторами и стремительно развивающейся в начале 80-х семплерной технологией, Yellow Magic Orchestra, благодаря новаторскому звучанию, завоевали большую популярность не только в Японии, но и за её пределами. Группа постоянно экспериментировала со стилями, и хотя Yellow Magic Orchestra принято классифицировать как электропоп, в некоторых композициях можно встретить элементы техно и эмбиента. На поздних альбомах (Naughty Boys и Service) музыка становится не такой экспериментальной, как ранее, более мелодичной и близкой к синти-поп. В этих альбомах преобладают вокальные композиции, зачастую исполненные на японском языке.
Нельзя не отметить большой вклад в развитие японской поп-музыки, сделанный каждым из участников Yellow Magic Orchestra. Не прекращая на период работы в группе заниматься собственными сольными карьерами, музыканты писали композиции для популярных в 80-х японских исполнителей, таких как Sandii & The Sunsetz, Sheena & The Rokkets, Susan и многих других, а также занимались продюсированием их альбомов.
В 1984 году Yellow Magic Orchestra, выпустив двойной Live-альбом After Service, записанный во время токийского концерта в декабре 1983 года, прекращает своё существование. После распада участники коллектива вплотную занялись собственными сольными проектами. Но в 1993-м группа ненадолго объединяется вновь, дав несколько «живых» выступлений и выпустив альбомы Technodon и Technodon Live.
Спустя 14 лет, в 2007 году, Yellow Magic Orchestra неожиданно возобновляет творческую деятельность, причём в прежнем составе. Группа (сначала под именем HASYMO) выпускает новый сингл Rescue / Rydeen 79/07, а также даёт несколько живых выступлений. В 2008-м проходят первые крупные (с начала 90-х) концерты YMO в Лондоне и Хихоне (Gijón, Испания), на которых группа демонстрирует как новый материал, так и классические хиты в современной обработке. Материал с этих концертов стал основой двух новых «живых» CD, а также концертного DVD POSTYMO: Yellow Magic Orchestra Live in London 2008+.

## Состав
- Харуоми Хосоно (яп. 細野晴臣 Хосоно Харуоми, род. 9 июля 1947) — бас, клавишные
- Юкихиро Такахаси (яп. 高橋幸宏 Такахаси Юкихиро, род. 6 июня 1952 — ум. 11 января 2023[1][2]) — ударные, вокал
- Рюити Сакамото (яп. 坂本龍一 Сакамото Рю:ити, род. 17 января 1952 — ум. 28 марта 2023[3]) — клавишные

## Дискография

### Студийные альбомы
- Yellow Magic Orchestra (1978)
- Yellow Magic Orchestra (U.S. mix) (1979) (версия для США отличается несколько изменённым звучанием и другой обложкой)
- Solid State Survivor (1979)
- ×∞ Multiplies (1980) (под таким же названием и со схожей обложкой также была выпущена компиляция лучших хитов)
- BGM (1981)
- Technodelic (1981)
- Naughty Boys (1983)
- Naughty Boys Instrumental (1983)
- Service (1983)
- Technodon (1993)

### Концертные альбомы
- Public Pressure (1980)
- After Service (1984)
- Faker Holic (YMO World Tour Live 1979) (1991)
- Complete Service (mixed by Brian Eno) (1992)
- Technodon Live (1993)
- Live At Budokan (1993)
- Live At Kinokuni-Ya Hall 1978 (1993)
- YMO Winter Live 1981 (1995)
- YMO World Tour 1980 (1996)
- Greek Theather Live 1979 (1997)
- One More YMO (2000)
- LONDONYMO — Yellow Magic Orchestra Live In London 15/6 08 (2008)
- GIJONYMO — Yellow Magic Orchestra Live In Gijón 19/6 08 (2008)